# Donji Lajkovac
Donji Lajkovac (en serbe cyrillique : Доњи Лајковац) est un village de Serbie situé dans la municipalité de Lajkovac, district de Kolubara. Au recensement de 2011, il comptait 415 habitants.

## Démographie

### Évolution historique de la population
| 1948 | 1953 | 1961 | 1971 | 1981 | 1991 | 2002 | 2011 |
| ---- | ---- | ---- | ---- | ---- | ---- | ---- | ---- |
| 656  | 693  | 661  | 578  | 601  | 571  | 494  | 415  |

|  |